# Johannes Thomas Forceville
Johannes Thomas Forceville (1696-1750) was een orgelbouwer en zoon van de befaamde orgelbouwer Johannes Baptist Forceville (1660-1739).  Hij wordt daarom ook vaak "de jonghe Forceville" genoemd.  Hij heeft zijn opleiding in hoofdzaak bij zijn vader genoten tijdens de bouw van het orgel in de Brusselse Sint-Goedele. In de periode 1711-1713 werkte hij met zijn vader ook mee aan de bouw van het orgel in de Sint-Lambertuskerk te Ekeren.
Brussel bleef zijn voornaamste werkterrein.  Hij leverde een nieuw orgeltje van acht registers te Wolvertem (Sint-Laurentius, 1744).  Hij stierf in 1750, terwijl hij aan het werk was aan een grotere opdracht in de Sint-Servaasbasiliek te Grimbergen.  Dit orgel werd door Jean-Baptiste Goynaut afgewerkt.